# GIRL'S SOFTWARE
Girl's Softwareは有限会社ガールズソフトウェアのアダルトゲームブランドである。

## 歴史
同社は2001年3月に発売された『ガールズ・チャット わかりあえたら』でデビューを果たしたのち、その数か月後に発売された『淫獄病棟』がヒットし、以後シリーズ化した。
2003年の『淫獄の館』から19年間は同ブランド名義の新作が途絶えていた。その間は、他ブランド作品に参加したり、DMM向けのソーシャルゲーム（一般向け含む）の開発にかかわっていた。
その後、それまで継続していた複数の案件がなくなった。会社に事業を継続できるほどの資金がなかったことに加え、コロナウイルスの流行による外出制限で営業も困難だったため、プロデューサのYOSHI-Pは当時のGirl's Softwareの代表と相談し、新作を作ることにした。グラフィック周りのスタッフしか残っていなかったため、それを前面に押し出す形で、『エロキャス！』3部作を制作した。
それから、彼らは低価格作品『くりくりクリック』シリーズを制作した。同シリーズでは、他の低価格帯作品と差をつけるため、「くりくりシステム」が導入されている。また、このシリーズでは、グラビアアイドルの美東澪が名義を変えることなくヒロインを演じたことも話題となった。

## 作品
- ガールズ・チャット わかりあえたら（2001年3月）
- 淫獄病棟（2001年10月）
- 淫獄病棟2（2002年[2]）
- 淫獄の館（2003年）
- エロキャス! ～実況! 淫乱保健医～（2022年10月28日[3]）
- エロキャス! 〜パパ活ギャルの罠〜（2022年12月23日[4]）
- エロキャス! 〜学級委員の隠れた性癖〜（2023年2月24日[5]）
- エロキャス！～The First～ - エロキャス!三部作をまとめた作品（2023年10月27日）[6]
- くりくりクリック～オレの夏休み～(2023年9月29日)[7]
- くりくりクリック～オレのルネッサンス！～(2023年11月24日)[8]
- くりくりクリック～オレのみおっぱい！～（2024年1月26日）[9]
- くりくりクリック！特盛！～オレの尻タワー！～ - くりくりクリック！三部作をまとめた作品（2024年7月26日）[10]
- ドゥアズ ～神父様ノ言いなり～（2024年8月30日[11]）